# Courseulles-sur-Mer
Courseulles-sur-Mer település Franciaországban, Calvados megyében. Lakosainak száma 4202 fő (2022. január 1.). Courseulles-sur-Mer Banville, Bény-sur-Mer, Bernières-sur-Mer, Graye-sur-Mer és Reviers községekkel határos.

## Népesség
A település népességének változása:
| Lakosok száma | 1938 | 2992 | 3182 | 4106 | 4221 | 4118 | 4199 | 4196 | 4185 | 4202 |
|               | 1968 | 1982 | 1990 | 2006 | 2013 | 2015 | 2017 | 2019 | 2020 | 2022 |